# Kure Atol
Het Kure Atol, ook wel in het Hawaïaans Mokupāpapa ("Plat eiland") genoemd, maakt deel uit van het Papahānaumokuākea Marine National Monument in de keten van Hawaïaanse eilanden in de noordelijke Stille Oceaan.
De landoppervlakte is 0,86 km² en de oppervlakte van het omringende rif is 58 km².
Het atol is genoemd naar de Russische kapitein Kure, die het eiland in 1820 ontdekt zou hebben, hoewel er ook berichten zijn dat het ontdekt is in 1823 door kapitein Benjamin Morrell.
Het eiland ligt 2000 km ten westen van Honolulu, 80 km ten westen van Midway, en 150 km ten oosten van de datumgrens.
Het atol bestaat uit een bijna cirkelvormig koraalrif met een diameter van ongeveer 10 km, een lagune, en een paar zandige eilandjes. Het belangrijkste eiland heet Green Island en wordt bewoond door honderdduizenden vogels en een aantal Hawaïaanse monniksrobben. Er is een kleine landingsbaan die niet onderhouden wordt en een klein onbemand station van de kustwacht.
In het verleden leden een groot aantal schepen schipbreuk op de atol en overlevenden werden vaak pas na lange tijd gevonden. De wrakken zijn er nog steeds.
Kure Atol is het meest noordelijk gelegen atol; het ligt dicht bij het Darwin Punt waar de aangroei en afbraak van een koraalrif even snel verloopt. Het is het meest westelijke eiland van de Hawaï-Emperorketen - ten westen hiervan zijn de oudere vulkanen onder water verdwenen en zijn nu onderzeese bergen.
Het atol ligt in een stroming van de plasticsoep ofwel de Great Pacific Garbage Patch. Hierdoor zijn de eilandjes bedekt met grote aantallen aangespoelde voorwerpen, die vooral vogels bedreigen omdat die het kunststof opeten, wat hen fataal kan worden.
In juni 2006 werd de atol en alle andere delen van de noordwestelijke Hawaïaanse eilanden door George W. Bush tot het Northwestern Hawaï-Emperorketen Hawaiian Islands National Monument samengevoegd.